# Paul Schollaert
Paul Schollaert (Hasselt, 15 november 1940 – Leuven, 12 september 2024) was een Belgisch priester en componist. In de jaren 1970 pleegde hij seksueel misbruik.

## Biografie
Paul Schollaert werd op 5 juli 1964 tot priester gewijd. Hij volgde zowel een priester- als een muzikantenopleiding, twee roepingen die zijn carrière sterk hebben beïnvloed. Vlak voordat hij afstudeerde als laureaat muziekpedagogie, werd hij aangesteld als koorleider van het Lemmensinstituut in Leuven, een functie die hij tot 2009 vervulde. Daarnaast was hij van 1989 tot 2005 directeur van het instituut.
Als componist schreef hij zowel religieuze als wereldlijke koormuziek. Zijn bijdragen aan de kerkmuziekbundel Zingt Jubilate zijn in heel Vlaanderen bekend. Hij schreef daarnaast vanaf 1968 teksten en liederen voor de zevenjaarlijkse Virga Jesseommegang in Hasselt. Schollaert schreef ook het lied Geen dolers, maar pelgrims ter gelegenheid van het vijftigjarig bestaan van het bisdom Hasselt.

### Seksueel misbruik
Schollaert maakte zich in de jaren 1970 schuldig aan seksueel misbruik. De zaak werd afgesloten in 2002 met een overeenkomst, een zogenoemde dading, tussen de betrokken partijen en met hun engagement tot blijvende discretie. Het dossier maakte deel uit van Operatie Kelk.
Hij overleed op 83-jarige leeftijd in het UZ Leuven.
Na zijn overlijden adviseerde de raad van toezicht, die de bisschoppen adviseert met betrekking tot de opvolging van daders van seksueel misbruik, geen liederen van Schollaert meer te gebruiken bij vieringen op tv of in liturgische kalenders. De Vlaamse bisschoppen namen dit advies geheel over.